# Kisselyk
Kisselyk (románul Șeica Mică, németül Klein-Schelken) falu  Romániában Szeben megyében, az azonos nevű község központja.

## Fekvése
Medgyestől 30 km-re délnyugatra fekszik.

## Története
1856-ban egy gepida sírt tártak fel; az itt talált aranyozott fibula és arany fülbevaló a Kárpát-medence legrégibb ismert lelőhelyű gepida lelete.
1333-ban Monte Fornacis néven említik először. Egy 1414-ből származó dokumentum szerint ekkor már iskolája volt, 1494-ben vásártartó hellyé nevezték ki. Szász erődtemploma a 15. században épült. 1530-ban a török háborúk idején a falut feldúlták. 1553-ban ért ide a reformáció. 1576-ban Bátori Kristóf fejedelem beleegyezett, hogy Kisselyk évente saját bírót válasszon. 1605-ben portyázó hajdúk dúlták fel. 1661-ben Ali pasa erdélyi országgyűlést hívott össze ide, amelyen Apafi Mihály letette a fejedelmi esküt. 1705-ben az osztrák császári csapatok dúlták fel, 1838-ban és 1865-ben nagy tűzvészt jegyeztek fel.
1910-ben 1966, többségben német lakosa volt, jelentős román
kisebbséggel. A trianoni békeszerződésig Nagy-Küküllő vármegye Medgyesi járásához tartozott. A település népessége a második világháború utáni évtizedben 4000 fő körül tetőzött. Az 1970-es évtizedet követően a település német nyelvű lakosságának majdnem 90%-a kivándorolt Németországba. 1992-ben társközségével együtt 1867 lakosából 1640 román, 155 német, 57 cigány és 15 magyar volt. A fogyatkozás nem csak a németeket, hanem a románságot is érintette, 2002-ben az 1950-es években mért lakosság alig harmada élt a településen.

## Látnivalók
- 15. századi erődített gótikus evangélikus temploma van, erődfalát két torony erősíti, a templomnak 1477-ből való bronz keresztelőmedencéje van.

## További információk

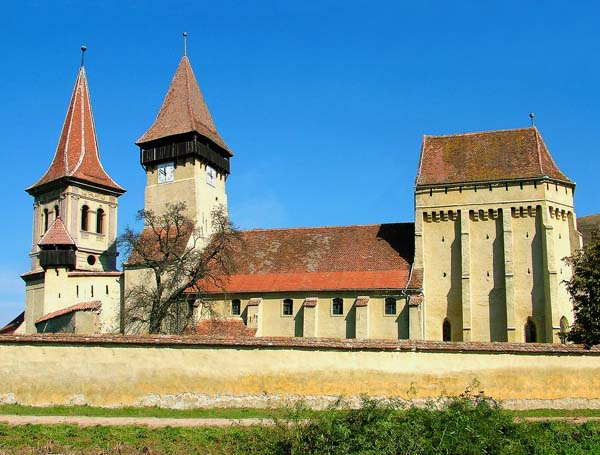
a Szent Katalin tiszteletére szentelt erődtemplom